# Quand j'étais chanteur
Quand j'étais chanteur è un film del 2006 scritto e diretto da Xavier Giannoli.

## Trama
Il cinquantenne Alain Moreau è un crooner molto conosciuto a Clermont-Ferrand, in Alvernia, dove anima frequentemente le serate dei locali. Un giorno incontra la giovane agente immobiliare Marion, madre di un figlio piccolo e sentimentalmente svincolata dal padre del bambino. Dopo la passione iniziale i due si allontanano ma rimangono segretamente innamorati. Nel frattempo un problema alle corde vocali costringe Alain a sospendere le sue esibizioni, facendolo cadere in depressione. Con la scusa della ricerca di un appartamento per lui, Marion lo ricontatta e riprendono un rapporto platonico, sempre comunque attratti uno dall'altra.
Guarito dai problemi fisici, ad Alain viene proposta un'apparizione in un grande concerto dove si esibiscono glorie musicali degli anni passati, un'offerta che lo mette in ansia e imbarazzo, essendo abituato ai piccoli palcoscenici e ormai consapevole del suo declino. Al momento della sua esibizione, infatti, non se la sente e abbandona il concerto. Marion lo raggiunge in un bar dove si consolano e si lasciano, ognuno per la propria strada: lui torna a cantare nelle sale da ballo, lei agente immobiliare in un'altra città.

## Colonna sonora
La colonna sonora del film, con musiche originali composte da Alexandre Desplat, arrangiate e dirette dal tastierista Jean-Yves D'Angelo e cantate da Gérard Depardieu, è stata pubblicata con il titolo Quand j'étais chanteur (Bande originale du film), dall'etichetta discografica Remark Records/Warner Music France nel 2006 in formato CD.

## Distribuzione
È stato presentato in concorso al 59º Festival di Cannes.
In Italia il film è conosciuto anche con i titoli A modo mio e A modo mio - Quand j'étais chanteur.

## Riconoscimenti
- 2006 - Festival di Cannes
  - Candidatura alla Palma d'oro
- 2007 - Premio César
  - Miglior sonoro a François Musy
  - Candidatura al miglior film
  - Candidatura al migliore attore a Gérard Depardieu
  - Candidatura alla migliore attrice a Cécile de France
  - Candidatura alla migliore attrice non protagonista a Christine Citti
  - Candidatura alla migliore sceneggiatura originale a Xavier Giannoli
  - Candidatura al miglior montaggio a Martine Giordano
- 2007 - Premio Lumière
  - Miglior attore a Gérard Depardieu